# 额河千里光
额河千里光（学名：Senecio argunensis）是菊科千里光属的植物。分布于俄罗斯、远东、蒙古、朝鲜以及中国大陆的甘肃、辽宁、吉林、陕西、黑龙江、河北、山西、四川、内蒙古、湖北、青海等地，生长于海拔500米至3,300米的地区，一般生于草坡或山地草甸，目前尚未由人工引种栽培。

## 别名
羽叶千里光、大蓬蒿

## 异名
- Senecio argunensis Turcz. f. angustifolius Kom.
- Senecio argunensis Turcz. f. latifolia Komar.